# Ward van Zeijl
Ward van Zeijl (27 januari 1992) is een Nederlandse roeier.
Bij de Europese kampioenschappen roeien 2019 won Van Zeijl een zilveren medaille in de lichtgewicht dubbelvier.

## Resultaten

### Europese kampioenschappen roeien
| Jaar | Plaats | Resultaat         |
| ---- | ------ | ----------------- |
| 2019 | Luzern | lichte dubbelvier |

### Wereldbeker roeien
| Jaar | Plaats    | Resultaat            |
| ---- | --------- | -------------------- |
| 2019 | Rotterdam | 1e lichte dubbelvier |